# Ruisseau Hérault
Le ruisseau Hérault est une rivière coulent au Québec dans le Nunavik, d'une longueur approximative de 73 km, situé sur le territoire de Rivière-Koksoak au Québec.
Son parcours est principalement caractérisé par la présence du lac Hérault sur son cours.

## Source
1. ↑  Hervé Piégay, Guy Pautou et Charles Ruffinoni, Les forêts riveraines des cours d'eau : écologie, fonctions et gestion, Forêt privée française, 2003, 463 p. (ISBN 978-2-904740-88-6, lire en ligne)